# Patrick Schmidt

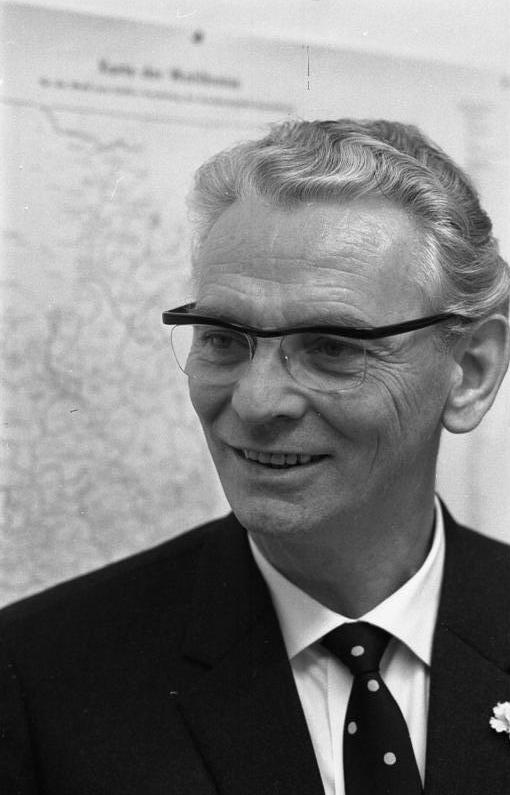
Patrick Schmidt (1965)

Patrick Schmidt (* 4. Februar 1907 in Fécamp, Frankreich; † 25. Juli 1974) war ein deutscher Beamter und zweiter Präsident des Statistischen Bundesamtes. In seiner Amtszeit wurde die EDV in die statistischen Ämter eingeführt.

## Leben
Nachdem Schmidt das Abitur absolviert hatte, begann er zunächst eine Fachausbildung an der Technischen Hochschule in Berlin. Diese Ausbildung schloss er als Diplom-Kaufmann an der Handelshochschule Berlin ab.
1946 wurde er kommissarischer Leiter des Statistischen Landesamtes Bremen. In das Statistische Bundesamt trat er 1950 ein, wechselte jedoch sieben Jahre später zum Bundesministerium für Verkehr. 1964 wurde er als Nachfolger von Gerhard Fürst zum Präsidenten des Statistischen Bundesamtes ernannt. Seine Amtszeit dauerte bis 1972.
In den 1960er Jahren bis Mitte der 1970er Jahre war es nicht mehr möglich, den Personalausbau wie in den letzten Jahren unter Fürst voranzutreiben, sodass an vielen Stellen Rationalisierungsmaßnahmen getroffen werden mussten, um Platz für neue Aufgaben zu schaffen.
Ab 1962 hielt die EDV Einzug in die deutschen statistischen Ämter. Des Weiteren vermehrte sich der Einsatz von Stichprobenverfahren und trug zur weiteren Rationalisierung der Arbeitsabläufe bei. Durch den gezielten Einsatz und die Weiterentwicklung in der EDV wurde Platz für neue Aufgaben geschaffen.
Dank dieses erweiterten Aufgaben- und Technikspektrums war es nun möglich, wichtige Beiträge für politische und wirtschaftliche Entscheidungsträger zu liefern. Schmidt arbeite darauf hin, dass die bisher zerstreuten Rechtsgrundlagen zu Sammelgesetzen für die entsprechenden Gebiete zusammengefasst wurden. Er legte auch viel Wert auf die Öffentlichkeitsarbeit, damit die Notwendigkeit der Statistik und ihre vielseitige Verwendbarkeit noch stärker in den Fokus der Öffentlichkeit rücken konnte.
Ihm ist es zu verdanken, dass die Nutzer von Statistiken einen vereinfachten Zugang zu statistischen Material bekommen haben. So wurde im Jahr 1968 mit der Planung einer statistischen Datenbank begonnen, die dann 1978 realisiert wurde. Diese Datenbank hieß „STATIS-BUND“ und wurde erst nach fast 30 Jahren, im Jahr 2004, von Genesis-Online abgelöst.

## Ehrungen
- 1972: Großes Verdienstkreuz der Bundesrepublik Deutschland